# Тарама (острів)
Острів Тара́ма (яп. 多良間島, Тарама-Дзіма) — невеликий острів в групі Міяко островів Сакісіма архіпелагу Рюкю, Японія. Разом з сусіднім островом Мінна утворює окремий округ Тарама повіту Міяко префектури Окінава.
Площа острова становить 19,75 км².
Населення — близько 1000 осіб — проживає в селищах Сіокава та Накасудзі на півночі.
Острів рівнинний, найвища точка — 33 м.

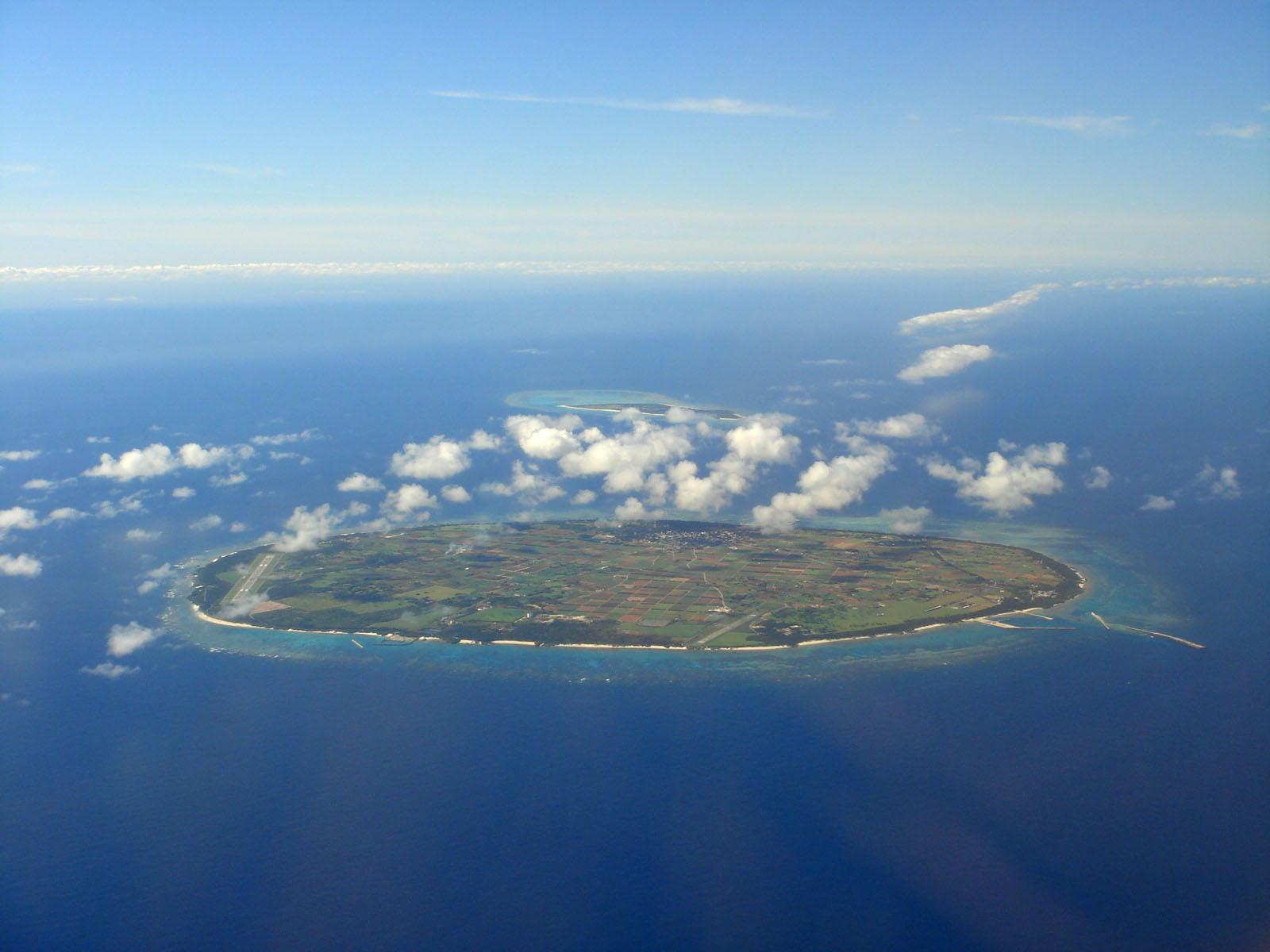
Знімок острова з літака